# Sarahí Cerna
Lesly Sarahí Cerna (Catacamas, 1984) es una abogada y política hondureña. Desde el 1 de julio de 2024 es la secretaria de la Presidencia, bajo el gobierno de Xiomara Castro, y antes fue secretaria de Trabajo y Seguridad Social entre el 27 de enero de 2022 y el 30 de junio de 2024.

## Biografía
Lesly Sarahí Cerna es abogada y licenciada en ciencias jurídicas y sociales, egresada de la Pontificia Universidad Católica de Honduras. Completó sus estudios de posgrado en la Universidad Tecnológica Centroamericana y obtuvo su doctorado en la Universidad de San Carlos de Guatemala. Su tío paterno, Omar Cerna García, fue fiscal general adjunto de la República entre 2005 y 2009.

## Carrera política
El 27 de enero de 2022, Lesly Sarahí Cerna fue designada secretaria de Trabajo y Seguridad Social en el gobierno de Xiomara Castro, reemplazando a Olvin Villalobos en el cargo.
El 27 de junio de 2023, Cerna presentó su postulación al proceso de proposición y elección del fiscal general de la república, con el objetivo de ser evaluada e incluida en la nómina de cinco candidatos y candidatas que se envía al Congreso Nacional cada cinco años. Sin embargo, el 29 de junio de 2023, decidió retirar su aspiración al no cumplir con la edad mínima requerida para el cargo ni contar con experiencia en materia penal.
El 29 de septiembre de 2023, asumió la presidencia del Consejo Económico y Social (CES) para el período 2023-2024, sustituyendo al dirigente obrero Benjamín Vásquez.
Tras dos años al frente de la Secretaría de Trabajo y Seguridad Social, el 14 de junio de 2024 se anunció su designación como Secretaria de la Presidencia
a partir del 1 de julio de 2024, después de la renuncia de Rodolfo Pastor de Maria y Campos.